# Haracca parnassiina
Haracca parnassiina är en tvåvingeart som beskrevs av Richter 1994. Haracca parnassiina ingår i släktet Haracca och familjen parasitflugor.
Artens utbredningsområde är Uzbekistan. Inga underarter finns listade i Catalogue of Life.